# Biserica romano-catolică Sfinții Simion și Iuda din Cetățuia
Biserica romano-catolică Sfinții Simion și Iuda din Cetățuia este un ansamblu de monumente istorice aflat pe teritoriul satului Cetățuia, comuna Sânsimion.

Ansamblul este format din patru monumente:
- Biserica romano-catolică „Sf. Simion și Iuda” (cod LMI HR-II-m-A-12775.01)
- Zid de incintă (cod LMI HR-II-m-A-12775.02)
- Cimitirul bisericii romano-catolice „Sf. Simion și Iuda” (cod LMI HR-IV-m-A-12775.03)
- Cruce de piatră (cod LMI HR-IV-m-A-12775.04)